# エセックスハウス
エセックス・ハウス（Essex House）は、アメリカ合衆国ニューヨーク市マンハッタン区ミッドタウンにある高級ホテル。韓国の投資会社「未来アセット金融グループ」が所有。

## 概要

### 開業
世界大恐慌最中の1931年に、セントラルパークを見下ろす高級ホテルとして開業した。翌年、最初の所有者の破産により、政府の復興金融公社に押収された。内外装には当時流行していた建築様式であるアールデコ様式がちりばめられ、ウォルドルフ＝アストリアやプラザ・ホテルと並ぶニューヨークを代表する高級ホテルとして人気を博した。1946年にSterling National Bank & Trust Coが購入。

### ニッコーホテルズへ
1969年にマリオット・インターナショナルが買収し「マリオット・エセックスハウス」として運営していたが、1984年10月に当時半官半民で、数年後に完全民営化される予定であった日本航空の系列会社の日航開発（ニッコーホテルズ/現JALホテルズ）が1億7,500万ドルで買収し「ニッコー・エセックスハウス」に改名し、その後日本料理レストランの「弁慶」などを設ける他、旧態化していたロビーや客室などを全面改装し、ニッコーホテルズの旗艦ホテルとなった。
しかしその後、「日航開発が改装経費の回収が不可能と知りながら、完全民営化前になし崩し的に同ホテルを買収、改装したのではないか」との批判（買収にあたっては価格に関する正式な鑑定書は用いず、簡易鑑定書で済ますなど、買収を急いだ形跡があるといわれる）を浴び、「半官半民時における日本航空の放漫経営の象徴」として、一般株主や反会社側労働組合などからの批判の的となった。
なおこのエピソードは、山崎豊子の「沈まぬ太陽」（小説内でのホテル名は『グランドホテル』）や、黒木亮の｢巨大投資銀行・上｣（「大日本航空開発」という会社が「サセックス・ハウス」をろくに調査もせずに言い値で購入したことになっている）にも登場している。

### ウェスティンへ
バブル景気も終わりに近づいた1991年に全面改装した際の経費を回収できなかった上、日本航空本体の経営状況が悪化したこともあり、1999年1月にホテル投資信託会社のストラテジック・ホテル・キャピタルに2億5,000万ドルで売却し、以降は「ウェスティン・エセックスハウス・オン・セントラル・パーク」の名称で、ウェスティンホテル（現在はスターウッド・ホテル&リゾートの一ブランド）の一員として運営された。

### 現在
2005年には、アラブ首長国連邦の高級ホテルグループであるジュメイラ・インターナショナルが買収し、多額の資金をかけて改装し「ジュメイラ・エセックスハウス」として運営されていたが、2012年9月に閉鎖。しかし、再びストラテジック・ホテルズが、6年前に売却した金額より5000万ドル安い価格で買い戻した。
2013年春より「JWマリオット・エセックスハウス」としてリニューアルオープンした。2014年にはメットライフが融資を行なった。
2016年3月にウォルドルフ＝アストリアなども所有する中華人民共和国の保険会社で鄧小平一族と繋がりを持つ政商の呉小暉が経営する安邦保険集団に買収された。
2019年に韓国の未来アセットが買収した。同社は中国上海の未来アセットタワー、豪州の「フォーシーズンズシドニー」、ハワイの「ハイアット・リージェンシー・ワイキキ」など世界各地の有名ホテルや不動産を所有する資産運用会社で、同年に当ホテルをはじめ、サンフランシスコのリッツカールトンハーフムーンベイリゾート、シカゴとマイアミのインターコンチネンタルホテルなど米国の最高級ホテル15軒を買収した。

## データ
- 所在地：160 Central Park South, New York, NY 10019, U.S.A.
- 階数：40階
- 部屋数：605室
- レストラン：アラン・デュカス・アット・エセックスハウス（2007年に閉店）、カフェ・ボタニカなど

## エピソード
- 1978年に日本テレビで放送されたクイズ番組「史上最大!第2回アメリカ横断ウルトラクイズ」では、このホテルに宿泊することが優勝賞品であった。
- 1954年にミルトン・バールの母親、1965年にハリウッド女優のマリー・ボランド、1971年にイーゴリ・ストラヴィンスキー、1979年にダニー・ハサウェイがエセックスハウスで亡くなっている[2]。